# 李臨陽
李臨陽（1507年—？年），字汝貞，四川重慶府江津縣人，軍籍。

## 生平
十一月初六日生，行三，治《春秋》，由國子生中式四川鄉試第二十四名舉人，年三十八歲中式嘉靖二十三年甲辰科會試第二百三十三名，第二甲第九十名進士。由郎中升湖广岳州府知府，升副使。

## 家族
曾祖李樹，壽官；祖李孟奇；父李周；母周氏。嚴侍下，妻王氏，兄扶陽，弟載陽。